# Aat de Roos
Agathon de Roos, més conegut com a Aat de Roos   (Bloemendaal, 15 d'abril de 1919 - Perth, 17 de març de 1992), va ser un jugador d'hoquei sobre herba neerlandès que va competir durant la dècada de 1930.
El 1936 va prendre part en els Jocs Olímpics de Berlín, on va guanyar la medalla de bronze com a membre de l'equip neerlandès en la competició d'hoquei sobre herba.